# Чінчіна
Чінчіна́ (ісп. Chinchiná) — місто і муніципалітет в колумбійському департаменті Кальдас, за 17 км на південний захід від міста Манісалес. Місто було засноване 1857 року колоністами з Антіокії. Головним видом економічної діяльності навколишніх районів є вирощування кавового дерева, у самому місті знаходиться велика кавова фабрика Buendía і дослідницький інститут кави. Приблизно за 30 км на схід від міста знаходиться активний вулкан Невадо-дель-Руїс.
| Колумбія | Це незавершена стаття з географії Колумбії. Ви можете допомогти проєкту, виправивши або дописавши її. |